# La otra orilla (obra de teatro)
La otra orilla es una obra de teatro de José López Rubio estrenada en el Teatro de la Comedia de Madrid el 4 de noviembre de 1954.

## Argumento
Cuatro personajes se reúnen en un chalet de una zona residencial de Madrid: Ana y su amante Leonardo. Jaime, marido de ella y Martín. Se descubre en el transcurso de la obra, que los cuatro están muertos. Los dos primeros asesinados por Jaime. Éste a su vez por disparos de la policía y Martín, accidentalmente en la refriega.

## Representaciones destacadas
- Teatro. Teatro de la Comedia, Madrid, 4 de noviembre de 1954. Estreno.
  - Dirección: Edgar Neville.
  - Intérpretes: Conchita Montes, Manuel Collado, Rafael Alonso, Pedro Porcel, Mercedes Albert, Pilar Muñoz, Alicia Agut, José Luis López Vázquez, Fernando Guillén.
- Televisión (Estudio 1, TVE, 27 de octubre de 1972).
  - Dirección: Cayetano Luca de Tena.
  - Intérpretes: Concha Cuetos, Guillermo Marín, Rafael Alonso, Alberto de Mendoza,  Amparo Soto, Josefina Jartin, Lola Losada, José Caride.
- Teatro. Teatro Maravillas, Madrid, 1995.
  - Dirección: Juanjo Menéndez.
  - Intérpretes: Rosa Valenty, Francisco Cecilio, José Lifante, Francisco Lahoz, Natalia Jara, Ana Carvajal y Félix Granado.